# NGC 3348
NGC 3348 ist eine elliptische Galaxie vom Hubble-Typ E0 im Sternbild Großer Bär am Nordsternhimmel. Sie ist schätzungsweise 128 Millionen Lichtjahre von der Milchstraße entfernt.
Das Objekt wurde am 3. April 1785 von Wilhelm Herschel entdeckt.

## NGC 3348-Gruppe (LGG 224)
| Galaxie  | Alternativname | Entfernung/Mio. Lj |
| -------- | -------------- | ------------------ |
| NGC 3348 | PGC 32216      | 128                |
| NGC 3364 | PGC 32314      | 128                |
| NGC 3516 | PGC 33623      | 124                |